# Jinnapur, Koppal
Jinnapur là một làng thuộc tehsil Koppal, huyện Koppal, bang Karnataka, Ấn Độ.